# Sicanen

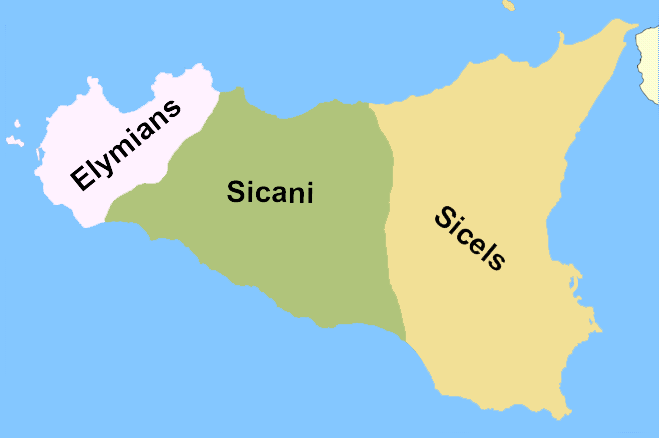
Geschatte locaties van de Sicanen en hun buren, de Elymiërs en de Sicelen, in de 11e eeuw voor Christus (d.w.z. voor de kolonisatie van de Feniciërs en de Grieken).

De Sicanen (of Sicani) (Oudgrieks Σικανοί Sikanoi) waren een van de drie antieke volkeren, die in Sicilië leefden voor de tijd van de Fenicische en oud-Griekse kolonisatie.

## Taal
Van de uitgestorven Sicaanse taal zijn een paar korte inscripties gevonden in het Griekse alfabet. Met uitzondering van de namen heeft men deze niet kunnen vertalen. Door het ontbreken van gegevens is de taal niet-geclassificeerd.

## Voetnoten
1. ↑   The World's Writing Systems. 1996:301.
2. ↑  'Sicanisch' op de Linguist List. Gearchiveerd op 1 maart 2012. Geraadpleegd op 4 april 2012.